# 弗雷努瓦昂戈埃勒
弗雷努瓦昂戈埃勒（法語：Fresnoy-en-Gohelle，發音：[fʁɛnwa ɑ̃ ɡɔɛl]，意为“在戈埃勒地区的弗雷努瓦”）是法国上法兰西大区加来海峡省的一个市镇，属于阿拉斯区。

## 地理
弗雷努瓦昂戈埃勒（50°21'56"N, 2°53'23"E）面积2.98 平方千米，位于法国上法蘭西大區加来海峡省，该省份为法国北部沿海省份，西北濒北海，南至索姆省，东临北部省。
与弗雷努瓦昂戈埃勒接壤的市镇（或旧市镇、城区）包括：布瓦贝尔纳、讷维勒伊、奥皮、阿什维尔、阿尔勒昂戈埃勒。
弗雷努瓦昂戈埃勒的时区为UTC+01:00、UTC+02:00（夏令时）。

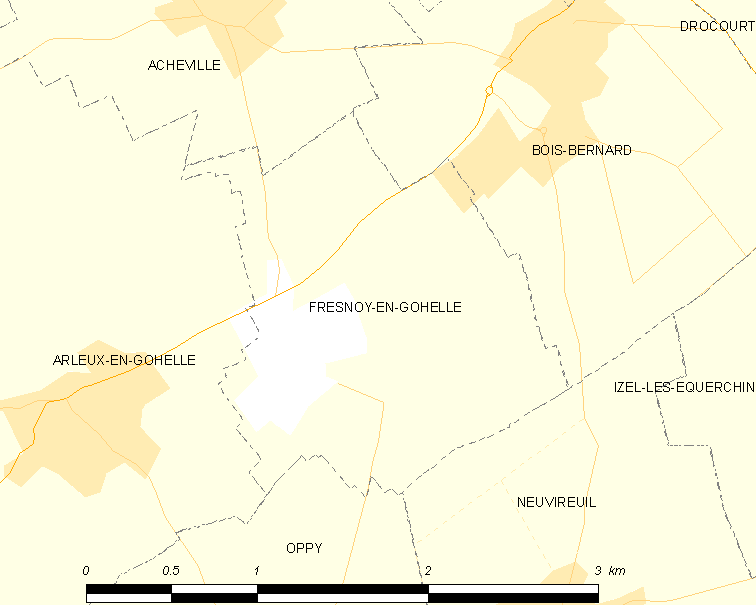
弗雷努瓦昂戈埃勒的OSM定位图

## 行政
弗雷努瓦昂戈埃勒的邮政编码为62580，INSEE市镇编码为62358。

## 政治
弗雷努瓦昂戈埃勒所属的省级选区为布勒比耶尔县。

## 人口

1962-2008年间弗雷努瓦昂戈埃勒人口变化图示

弗雷努瓦昂戈埃勒于2022年1月1日时的人口数量为234人。